# Too Lost in You
«Too Lost in You» es el segundo sencillo del tercer álbum de Sugababes, Three, escrita por Diane Warren. Su música está basada en la canción "Quand J'ai peur de Tout" de la cantante francesa Patricia Kaas.
El sencillo llegó al puesto número 10 en la UK Singles Chart de Reino Unido y estuvo en el Top 10 por 2 semanas, vendiendo en total 100.000 copias."Too Lost in You" aparece de manera destacada en la banda sonora de la película de 2003 Love Actually, y fue elegida para la película específicamente por su director Richard Curtis.

## Vídeo musical
El video musical fue dirigido por Andy Morahan y filmado en el aeropuerto londinense de Stansted en noviembre de 2003 durante un período de dos días. Se estrenó en el sitio web oficial de los Sugababes en el mismo mes, y se incluyó en el lanzamiento en CD de la canción. Tras la finalización del video, se agregaron clips de Love Actually para promocionar el lanzamiento de la película.

## Posicionamiento en listas
| Lista (2003–2004)                      | Máxima posición |
| -------------------------------------- | --------------- |
| Alemania (Offizielle Deutsche Charts)  | 14              |
| Australia (ARIA)                       | 31              |
| Austria (Ö3 Austria Top 40)            | 26              |
| Bélgica (Flandes) (Ultratop 50)        | 28              |
| Bélgica (Valonia) (Ultratop 50)        | 28              |
| Croacia (HRT)                          | 9               |
| Dinamarca (Tracklisten)                | 17              |
| Dinamarca (Airplay danés)              | 10              |
| Escocia (Scottish Singles Sales Chart) | 12              |
| Francia (SNEP)                         | 22              |
| Grecia (IFPI)                          | 28              |
| Hungría (Dance Top 40)                 | 13              |
| Irlanda (IRMA)                         | 13              |
| Nueva Zelanda (Recorded Music NZ)      | 31              |
| Noruega (VG-lista)                     | 7               |
| Países Bajos (Dutch Top 40)            | 8               |
| Países Bajos (Mega Single Top 100)     | 10              |
| Polonia (Polish Airplay Chart)         | 9               |
| Rumania (Romanian Top 100)             | 44              |
| Reino Unido (Official Charts Company)  | 10              |
| Suecia (Sverigetopplistan)             | 30              |
| Suiza (Schweizer Hitparade)            | 8               |